# Saint-Saturnin, Cantal
Saint-Saturnin este o comună în departamentul Cantal, Franța. În 1 ianuarie 2022 avea o populație de 191 de locuitori.